# OKO-4
OKO-4 (ros. ОКО-4) – niezrealizowany projekt radzieckiego samolotu myśliwskiego zaprojektowanego przez Wsiewołoda Konstantinowicza Tairowa.

## Historia
Projekt nowego samolotu myśliwskiego powstał w 1938 roku. Tairow zaprojektował niewielki samolot o zwartej sylwetce w układzie półtorapłata, w którym dolny płat o mniejszej rozpiętości niż górny, przesunięty był względem górnego do tyłu samolotu. Maszyna miała konstrukcje wolnonośną, obydwa płaty pozbawione były klasycznych dla dwupłatowych samolotów rozpórek i naciągów. Do napędu wybrany został silnik w układzie podwójnej gwiazdy M-88. Miał on pozwolić na osiągnięcie przez samolot prędkości 522 km/h na wysokości 7500 metrów. Pilot miał dysponować zamknięta kabiną. Górny płat zaprojektowany w układzie typu mewa. OKO-4 miał być uzbrojony w cztery karabiny maszynowe SzKAS kalibru 7,62 mm z zapasem amunicji 850 nabojów na lufę lub dwa karabiny maszynowe UB kalibru 12,7 mm z zapasem amunicji wynoszącym 250 nabojów na lufę. Dodatkowo, pod skrzydłem samolot miał być zdolny do przenoszenia dwóch bomb o masie 50 kilogramów każda. Prace nad prototypem posuwały się bardzo powoli. W owym czasie Tairow zaangażowany był mocno w projekt dwusilnikowego myśliwca eskortowego Ta-3 (OKO-6) a silnik M-88 nie był jeszcze dostępny. Mając to na uwadze, poprosił o przesunięcie terminu ukończenia maszyny prototypowej o 10 miesięcy. Propozycja nie została przyjęta i projekt zakończono na etapie ukończonego w 40 procentach prototypu. 